# 加陽洞
加陽洞（：／ Gayang dong */?）是大韓民國首爾特別市江西區的一個洞。

## 景點
- 許浚博物館

## 交通
- 麻谷站（首都圈電鐵5號線）
- 缽山站（首都圈電鐵5號線）
- 陽川鄉校站（首爾地鐵9號線）
- 加陽站（首爾地鐵9號線）